# میگوی بائوجینگ
میگوی بائوجینگ (نام علمی: Caridina semiblepsia) نام یک گونه از فروراسته میگوهای اصلی است.